# 加利湖
62°6′42″N 33°52′20″E / 62.11167°N 33.87222°E
加利湖（俄语：Гальозеро），是俄羅斯的湖泊，位於該國西北部，由卡累利阿共和國負責管轄，長5.8公里、寬1公里，面積1.9平方公里，海拔高度112米，最大水深12.4米。